# Abbaye d'Öhningen
L’abbaye d'Öhningen est une ancienne abbaye bénédictine et augustinienne à Öhningen dans le Land de Bade-Wurtemberg et l'archidiocèse de Fribourg-en-Brisgau.

## Histoire
Le monastère Öhningen est fondé en 965 par Conrad Ier de Souabe en tant que monastère bénédictin selon un document du XIIe siècle. Les Augustins sont présents avant 1145 ; à partir de 1378, le monastère fait partie du diocèse de Constance en tant qu'abbaye augustinienne. L'abolition de la congrégation a lieu dans les années 1802 à 1805 à la suite de la sécularisation provoquée par l'occupation de Napoléon.
Un nouveau bâtiment est signalé en 1188. En 1516, les bâtiments conventuels sont reconstruits. Le prince-évêque Jakob Fugger (de) fait reconstruire, de 1604 à 1626, l'église abbatiale Saints-Hippolyte-et-Vérène dans le style de la fin de la Renaissance. Le prince-évêque Franz Johann Vogt von Altensumerau und Prasberg (de) fait reconstruire les bâtiments abîmés par la guerre de Trente Ans. Le facteur d'orgue Johann Christoph Albrecht de Waldshut devait construire un nouvel orgue en 1707 pour le compte du prince-évêque Jean-François Schenk de Stauffenberg, mais le plan n'est pas exécuté.
Les bâtiments et l'église existent encore aujourd'hui. L'ancienne collégiale est aujourd'hui l'église paroissiale catholique Saints-Hippolyte-et-Vérène. L'ancien bailliage du monastère est entièrement rénové en 2004 et sert aujourd'hui d'hôtel de ville.